# Il segreto del violinista
Il segreto del violinista è un film muto italiano del 1914 diretto da Attilio Fabbri.